# Wowtscha (Samara)
Die Wowtscha (ukrainisch Вовча, russisch Волчья Woltschja) ist ein 323 km langer, linker Nebenfluss der Samara im Einzugsgebiet des Dnipro in der Ukraine.
Der Fluss mit einem Einzugsgebiet von 13.000 km² entspringt an den südöstlichen Hängen des Donezrücken in 65 m Höhe im Rajon Pokrowsk, Oblast Donezk, fließt dann in die Oblast Dnipropetrowsk und mündet 12 km nordwestlich von Pawlohrad in die Samara.
Wichtige Nebenflüsse sind die 79 km lange Solona (ukrainisch Солона) mit einem Einzugsgebiet von 946 km², die 55 km lange Kamjanka (ukrainisch Кам'янка), die ein Einzugsgebiet von 517 km² besitzt sowie die von links zufließende 107 km lange Werchnja Tersa (Верхня Терса) mit einem Einzugsgebiet von 1680 km² und der 134 km lange Hajtschul mit einem Einzugsgebiet von 2140 km².
Am Ufer der Wowtscha liegen die Siedlungen städtischen Typs Wassylkiwka, Kurachiwka und Pokrowske sowie die Stadt Pawlohrad. Die Stadt Kurachowe liegt am Kurachower Stausee, zu dem der Fluss dort angestaut ist.
| Quelle |

| Mündung |

| Dnipro |